# Komunální volby na Slovensku 1990
Volby do orgánů samosprávy obcí na Slovensku v roce 1990 nebo též komunální volby v roce 1990 byly první svobodné volby zastupitelů zastupitelstev a starostů a primátorů obcí po pádu komunismu na Slovensku. Zúčastnilo se jich 63,75 % z 3 661 717 oprávněných voličů.
Volby se konaly ve dnech 23. a 24. listopadu 1990. Oproti parlamentním volbám z června toho roku byla účast nižší o více než 30 %, ale dosud nebyla v rámci komunálních voleb překonána.
V zastupitelstvech měst a obcí získali největší zastoupení poslanci KDH (27,45 %), VPN (20,38%), KSS (13,65 %), maďarské strany (10,53 %) a SNS (3,20 %). Nejvyšší počet starostů a primátorů bylo zvolených jako nezávislých kandidátů (25,9%), následovali kandidáti KSS (24,2%) a KDH (19,8%).

## Zvolení primátoři ve velkých slovenských městech
- Bratislava – Peter Kresánek
- Trnava – Imrich Borbély
- Komárno – László Stubendek
- Nitra – Silvester Štefanka
- Prievidza – Miloš Souček
- Trenčín – Štefan Rehák,
- Martin – Štefan Jokel
- Žilina – Ján Slota
- Banská Bystrica – Stanislav Mika
- Zvolen – Marián Porkert
- Poprad – Ján Madač
- Prešov – Viliam Sopko
- Košice – Ján Kopnický

## Složení zastupitelstva Bratislavy (80 poslanců)
- VPN – 31 mandátů
- SNS – 18 mandátů
- KDH – 11 mandátů
- KSS – 2 mandáty
- Strana slobody – 2 mandátů
- SZ – 2 mandáty
- Spolužitie – 1 mandátů
- Nezávislí poslanci – 4 mandátů
- Jiné strany – 9 mandátů